# Jacksonport, Wisconsin
Jacksonport là một thị trấn thuộc quận Door, tiểu bang Wisconsin, Hoa Kỳ. Năm 2010, dân số của thị trấn này là 689 người.